# Neutrí
El neutrí és una partícula elemental sense càrrega elèctrica i sense càrrega de color que tenen una massa molt petita i un espín 1/2. El fet de tenir espín fraccionari fa que els neutrins formin part de la família de partícules anomenada fermions, i dins d'aquesta, al grup dels leptons, que es caracteritzen per no estar sotmesos a la interacció forta. Tampoc interactuen amb la força electromagnètica, només ho fan amb la gravetat i amb la interacció feble. Atès que rarament interactuen amb alguna cosa, ha estat molt difícil detectar-los.
És la segona partícula més abundant de l'univers, després dels fotons, trilions de neutrins ens travessen cada segon sense afectar-nos. Es coneixen tres tipus, o sabors, de neutrins: el neutrí electrònic, el neutrí muònic i el neutrí tauònic, simbolitzats com {\displaystyle \nu _{e}}, {\displaystyle \nu _{\mu }} i {\displaystyle \nu _{\tau }}, respectivament. Un dels aspectes més estranys dels neutrins és que oscil·len entre els tres sabors mentre viatgen, és a dir, no tenen un sabor fix sinó que van canviant entre els tres coneguts.
Durant molts anys els neutrins havien estat considerats com a partícules sense massa, una sèrie d'experiments fets a finals dels anys 90, com Super-Kamiokande, SNO, KamLAND i MINOS, van demostrar que la seva massa no és nul·la. Fins a la data, no es coneix el valor exacte de la massa dels neutrins, però existeixen cotes superiors que indiquen que les seues masses són molt menudes. La seva velocitat és molt propera a la velocitat de la llum, però encara no ha estat determinada amb exactitud.
Hi ha molts processos a la natura que generen neutrins. Per exemple, es produeixen a les reaccions nuclears, al Sol, a la desintegració de partícules a la Terra o a les explosions d'estrelles. A causa de la seva naturalesa elusiva, encara no són prou coneguts. Experiments recents suggereixen que hi podria haver un quart tipus de neutrí, el neutrí estèril i també se sospita que els neutrins mateixos podrien ser la seva antipartícula, si això es confirma haurien participat en les primeres etapes de l'univers, just després del big-bang, quan la quantitat de matèria va sobrepassar la quantitat d'antimatèria per tal de poder existir.

## El descobriment de la massa dels neutrins
Des dels primers experiments de neutrins, s'ha evidenciat que els fluxos de neutrins observats (procedents tant del Sol com de les capes altes de l'atmosfera) eren menors que els predits teòricament. Durant anys, tots els experiments duts a terme han confirmat aquest dèficit. Aquest fet va ser anomenat com "les anomalies de neutrins" (el problemes de neutrins solars i atmosfèrics, respectivament). Sols recentment, aquests problemes han estat finalment resolts. S'ha descobert que els neutrins oscil·len i que aquest fenomen és degut al fet que els neutrins tenen massa.
Segons resultats del Karlsruhe Tritium Neutrino Experiment (KATRIN), a Karlsruhe (Baden-Württemberg, Alemanya) el 2022, la massa del neutrí és inferior a 0,8 electró-volts, és a dir més petita que 1,6 × 10–36 kg.

### Les anomalies dels neutrins

#### El problema dels neutrins solars
Els neutrins solars són neutrins electrònics (que se simbolitzen per {\displaystyle \nu _{e}}), produïts en les reaccions termonuclears que generen l'energia solar. Per a calcular de manera precisa el flux i l'espectre d'energies dels neutrins solars, és necessari determinar els ritmes de producció de les diferents reaccions nuclears que tenen lloc al Sol. Per a açò, cal un coneixeiment detallat del Sol i la seua evolució. El model solar estàndard, definit per John N. Bahcall i els seus col·laboradors, fa prediccions del flux de neutrins solars. Tanmateix, els experiments de neutrins solars realitzats (per exemple, Homestake, SAGE, GALLEX-GNO, Kamiokande, Super-Kamiokande i SNO) observaren un dèficit en el flux de neutrins solars respecte al predit pel model solar estàndard. Aquesta discrepància va denominar-se el problema dels neutrins solars, i pot resumir-se en dues frases: tots els experiments observen un dèficit (entre el 30 i el 60%) en el flux de neutrins electrònics solars respecte a les prediccions del model solar estàndard; aquest dèficit no és el mateix en tots els experiments, la qual cosa indica que l'efecte depèn de l'energia (ja que cada experiment era sensible als neutrins d'un determinat rang d'energia).

#### El problema dels neutrins atmosfèrics
Els neutrins atmosfèrics es produeixen en les cascades hadròniques que s'inicien per les col·lisions dels raigs còsmics amb les molècules d'aire de les capes més altes de l'atmosfera. Per a calcular els fluxos de neutrins atmosfèrics i la seua variació respecte a l'angle zenital, és necessari determinar el flux primari dels raigs còsmics i les interaccions hadròniques que aquest genera. Al llarg dels anys, la precisió d'aquestes prediccions teòriques ha millorat considerablement. Tanmateix, els experiments de neutrins atmosfèrics duts a terme (com Frejus, IMB, NUSEX i Kamiokande) observaren que el quocient dels fluxos de neutrins muònics i neutrins electrònics presentava una discrepància respecte a la predicció teòrica. Aquesta anomalia va estar denominada el problema dels neutrins atmosfèrics.

### Solució a les anomalies dels neutrins

#### Solució al problema dels neutrins solars
Davant el problema dels neutrins solars, s'implementaren successives correccions al model solar estàndard per a millorar la precisió de les prediccions del flux de neutrins. Tanmateix, malgrat aquestes millores teòriques, les contradiccions amb les dades experimentals romangueren. L'única possibilitat per a solucionar el problema de neutrins solars era suposar "noves" propietats dels neutrins. Aquesta hipòtesi rebé finalment un sòlid suport gràcies a l'experiment SNO, el qual mostrà una clara evidència de canvi de sabor en el flux de neutrins solars, independentment del model solar estàndard. Així, establí que alguns dels neutrins canviaren el seu sabor inicial (sabor electrònic) a altres sabors (muònic o tauònic) durant el seu trajecte des del Sol fins a la Terra. Tanmateix, el mecanisme responsable d'aquesta conversió de sabor de neutrins romania encara desconegut. Una de les propostes per a explicar aquest canvi de sabor foren les oscil·lacions de neutrins, en el buit i en la matèria. Però les oscil·lacions de neutrins no eren l'únic possible mecanisme per a la conversió de sabor dels neutrins. Aquestes conversions també podien ser generades per, entre altres mecanismes, interaccions no estàndards dels neutrins amb la matèria, precessió d'espín-sabor, violació de la invariància de Lorentz o desintegracions de neutrins. Així, era impossible determinar l'origen físic de la conversió de sabor exclusivament amb les dades provinents dels experiments de neutrins solars. Aquesta situació fou finalment resolta per l'experiment de neutrins del reactor KamLAND.
L'experiment KamLAND és un experiment de neutrins de reactor, el qual detecta els antineutrins electrònics, simbolitzats per {\displaystyle {\bar {\nu }}_{e}}, que provenen de les centrals nuclears. La col·laboració KamLAND ha mesurat per primera vegada la desaparició de neutrins que es desplaçaven des del reactor nuclear fins al detector, la qual cosa ha confirmat el problema de neutrins solars amb neutrins creats a la Terra. A més, els resultats han confirmat que les oscil·lacions de neutrins són el principal mecanisme responsable del problema de neutrins solars, i s'han descartat totes les altres solucions proposades per explicar aquesta anomalia.

#### Solució al problema dels neutrins atmosfèrics
El 1998, l'experiment Super-Kamiokande obtingué evidències de conversió de neutrins a partir de l'observació de la dependència respecte de l'angle zenital de les dades de neutrins muònics atmosfèrics. Aquest efecte ha estat també confirmat per altres experiments de neutrins atmosfèrics, com, per exemple, MACRO i Soudan 2. El 2004, Super-Kamiokande reportà un mínim en la distribució L/E de la probabilitat de supervivència dels neutrins atmosfèrics {\displaystyle \nu _{\mu }}, la qual cosa significà una clara evidència que les conversions de neutrins eren realment degudes a oscil·lacions de neutrins.
L'experiment KEK to Kamioka (K2K) proporcionà la primera confirmació d'oscil·lacions en la mateixa regió de l'espai de paràmetres dels neutrins atmosfèrics, però amb neutrins creats per l'ésser humà en l'accelerador KEK.

### Les oscil·lacions de neutrins
Els neutrins es produeixen pel corrent carregat de les interaccions febles i, per tant, com a estats propis de sabor: 
{\displaystyle \nu _{\alpha }=\nu _{e},\nu _{\mu },\nu _{\tau }}.
Tanmateix, la matriu de massa dels neutrins en aquesta base de sabor no és, en general, diagonal. Açò significa que els estats propis de massa dels neutrins 
{\displaystyle \nu _{i}=\nu _{1},\nu _{2},\nu _{3}}
són, en general, diferents dels estats propis de sabor. La matriu de mescla leptònica U relaciona els estats propis de sabor dels neutrins {\displaystyle \nu _{\alpha }} que es produeixen o absorbeixen en les interaccions febles, amb els estats propis de massa {\displaystyle \nu _{i}}:
{\displaystyle |\nu _{\alpha }\rangle =\sum _{i}U_{\alpha i}^{*}|\nu _{i}\rangle }
Les oscil·lacions de neutrins són un fenomen quàntic conseqüència de la mescla de neutrins. La idea de les oscil·lacions de neutrins es remunta a finals dels anys 50 del segle xx, quan van ser discutides per primera vegada per Pontecorvo. La primera teoria d'oscil·lacions de dos neutrins fou desenvolupada per Gribov i Pontecorvo.

#### Probabilitat d'oscil·lació
L'expressió per a la probabilitat d'oscil·lació en el buit d'un neutrí de sabor {\displaystyle \alpha } a un altre sabor 
{\displaystyle \beta } ve donada per:
{\displaystyle P(\nu _{\alpha }\to \nu _{\beta })=\delta _{\alpha \beta }-4\sum _{i=1}^{n-1}\sum _{j=i+1}^{n}\mathrm {Re} \left[U_{\alpha i}U_{\beta i}^{*}U_{\alpha j}^{*}U_{\beta j}\right]\sin ^{2}\left({\frac {\Delta m_{ij}^{2}L}{4E}}\right)}
en què {\displaystyle E} és l'energia del neutrí, {\displaystyle L} és la distància que el neutrí ha recorregut, {\displaystyle U_{\alpha i}} és un element de la matriu de rotació entre els estats propis de sabor i els estats propis de massa, i {\displaystyle \Delta m_{ij}^{2}=m_{i}^{2}-m_{j}^{2}} és la diferència de masses al quadrat dels neutrins. D'aquesta expressió, és clar que les dades de les oscil·lacions de neutrins proporcionen informació sobre les diferències de masses al quadrat dels neutrins i els angles de mescla dels neutrins (continguts en {\displaystyle U_{\alpha i}}). Si el neutrí es propaga per un medi material dens en comptes del buit, l'efecte Mikheev-Smirnov-Wolfenstein (MSW) canvia la fórmula anterior. Tanmateix, si considerem efectes de matèria, les oscil·lacions de neutrins també depenen dels paràmetres {\displaystyle \Delta m_{ij}^{2}} i {\displaystyle U_{\alpha i}}.

#### Matriu de mescla
Si sols hi ha tres estats propis de massa de neutrins, la matriu de mescla leptònica es pot parametritzar de manera estàndard com:
{\displaystyle U={\begin{pmatrix}c_{12}c_{13}&s_{12}c_{13}&s_{13}e^{-i\delta }\\-s_{12}c_{23}-c_{12}s_{23}s_{13}e^{i\delta }&c_{12}c_{23}-s_{12}s_{23}s_{13}e^{i\delta }&s_{23}c_{13}\\s_{12}s_{23}-c_{12}c_{23}s_{13}e^{i\delta }&-c_{12}s_{23}-s_{12}c_{23}s_{13}e^{i\delta }&c_{23}c_{13}\end{pmatrix}}\times \;{\textrm {diag}}(e^{i\alpha _{1}/2},e^{i\alpha _{2}/2},1)\,,}
en què {\displaystyle c_{ij}\equiv \cos \theta _{ij}} i {\displaystyle s_{ij}\equiv \sin \theta _{ij}}, en què els tres {\displaystyle \theta _{ij}} són els angles de mescla dels neutrins. Els paràmetres {\displaystyle \delta }, {\displaystyle \alpha _{1}} i {\displaystyle \alpha _{2}} són fases de violació de {\displaystyle CP}. Les fases {\displaystyle \alpha _{1}} i {\displaystyle \alpha _{2}} s'anomenen fases de Majorana i sols tenen conseqüències físiques si els neutrins són partícules Majorana (és a dir, si són idèntics a les seues antipartícules). En aquest cas, estes fases influirien en la desintegració doble beta sense emissió de neutrins i altres processos. Tanmateix, les fases de Majorana no afecten les oscil·lacions de neutrins, independentment del fet que el neutrins siguen partícules Majorana o no. Els neutrins {\displaystyle \nu _{1}} i {\displaystyle \nu _{2}} són els membres del parell solar, amb {\displaystyle m_{2}>m_{1}}, i {\displaystyle \nu _{3}} és el neutrí del parell atmosfèric, que pot ser més pesant o més lleuger que el parell solar.

### Anàlisi global d'oscil·lacions de tres sabors de neutrins
Ací es presenten els valors més recents de millor ajust i els rangs permesos per als paràmetres d'oscil·lació de tres sabors de neutrins, calculats a partir de totes les dades de neutrins disponibles.
- Valors de millor ajust:

```

  

    

      

        
Δ

        

          
m

          

            
21

          

          

            
2

          

        

        
=

        
7.6

        
×

        

          
10

          

            
−

            
5

          

        

        

        

          

            

              
eV

            

          

          

            
2

          

        

        

        
,

        

        
Δ

        

          
m

          

            
31

          

          

            
2

          

        

        
=

        
2.4

        
×

        

          
10

          

            
−

            
3

          

        

        

        

          

            

              
eV

            

          

          

            
2

          

        

        

        
,

        

        

          
sin

          

            
2

          

        

        
⁡

        

          
θ

          

            
12

          

        

        
=

        
0.32

        

        
,

        

        

          
sin

          

            
2

          

        

        
⁡

        

          
θ

          

            
23

          

        

        
=

        
0.50

        

        
,

        

        

          
sin

          

            
2

          

        

        
⁡

        

          
θ

          

            
13

          

        

        
=

        
0.007

      

    

    
{\displaystyle \Delta m_{21}^{2}=7.6\times 10^{-5}\,{\textrm {eV}}^{2}\,,\qquad \Delta m_{31}^{2}=2.4\times 10^{-3}\,{\textrm {eV}}^{2}\,,\qquad \sin ^{2}\theta _{12}=0.32\,,\qquad \sin ^{2}\theta _{23}=0.50\,,\qquad \sin ^{2}\theta _{13}=0.007}

  

```

- Interval a 2{\displaystyle \sigma }:

```

  

    

      

        
Δ

        

          
m

          

            
21

          

          

            
2

          

        

        
=

        
[

        
7.3

        
,

        

        
8.1

        
]

        

        
×

        

          
10

          

            
−

            
5

          

        

        

        

          

            

              
eV

            

          

          

            
2

          

        

        

        
,

        

        
Δ

        

          
m

          

            
31

          

          

            
2

          

        

        
=

        
[

        
2.1

        
,

        

        
2.7

        
]

        

        
×

        

          
10

          

            
−

            
3

          

        

        

        

          

            

              
eV

            

          

          

            
2

          

        

      

    

    
{\displaystyle \Delta m_{21}^{2}=[7.3,\,8.1]\,\times 10^{-5}\,{\textrm {eV}}^{2}\,,\qquad \Delta m_{31}^{2}=[2.1,\,2.7]\,\times 10^{-3}\,{\textrm {eV}}^{2}}

  

```

```

  

    

      

        

          
sin

          

            
2

          

        

        
⁡

        

          
θ

          

            
12

          

        

        
=

        
[

        
0.28

        
,

        

        
0.37

        
]

        

        
,

        

        

          
sin

          

            
2

          

        

        
⁡

        

          
θ

          

            
23

          

        

        
=

        
[

        
0.38

        
,

        

        
0.63

        
]

        

        
,

        

        

          
sin

          

            
2

          

        

        
⁡

        

          
θ

          

            
13

          

        

        
≤

        
0.033

      

    

    
{\displaystyle \sin ^{2}\theta _{12}=[0.28,\,0.37]\,,\qquad \sin ^{2}\theta _{23}=[0.38,\,0.63]\,,\qquad \sin ^{2}\theta _{13}\leq 0.033}

  

```

- Interval a 3{\displaystyle \sigma }:

```

  

    

      

        
Δ

        

          
m

          

            
21

          

          

            
2

          

        

        
=

        
[

        
7.1

        
,

        

        
8.3

        
]

        

        
×

        

          
10

          

            
−

            
5

          

        

        

        

          

            

              
eV

            

          

          

            
2

          

        

        

        
,

        

        
Δ

        

          
m

          

            
31

          

          

            
2

          

        

        
=

        
[

        
2.0

        
,

        

        
2.8

        
]

        

        
×

        

          
10

          

            
−

            
3

          

        

        

        

          

            

              
eV

            

          

          

            
2

          

        

      

    

    
{\displaystyle \Delta m_{21}^{2}=[7.1,\,8.3]\,\times 10^{-5}\,{\textrm {eV}}^{2}\,,\qquad \Delta m_{31}^{2}=[2.0,\,2.8]\,\times 10^{-3}\,{\textrm {eV}}^{2}}

  

```

```

  

    

      

        

          
sin

          

            
2

          

        

        
⁡

        

          
θ

          

            
12

          

        

        
=

        
[

        
0.26

        
,

        

        
0.40

        
]

        

        
,

        

        

          
sin

          

            
2

          

        

        
⁡

        

          
θ

          

            
23

          

        

        
=

        
[

        
0.34

        
,

        

        
0.67

        
]

        

        
,

        

        

          
sin

          

            
2

          

        

        
⁡

        

          
θ

          

            
13

          

        

        
≤

        
0.050

      

    

    
{\displaystyle \sin ^{2}\theta _{12}=[0.26,\,0.40]\,,\qquad \sin ^{2}\theta _{23}=[0.34,\,0.67]\,,\qquad \sin ^{2}\theta _{13}\leq 0.050}

  

```

## L'anomalia de la velocitat de desplaçament dels neutrins
El 23 de setembre del 2011, l'experiment OPERA anuncia la mesura del temps de vol dels neutrins, amb l'anòmal resultat que els neutrins es desplacen a una velocitat major que la de la llum.
El resultat de l'experiment indica que els neutrins que surten del CERN arriben al detector al Gran Sasso en un temps de:
```

  

    

      

        
Δ

        
t

        
=

        
60.7

        
±

        
6.9

        
±

        
7.4

        

        

          
ns

        

      

    

    
{\displaystyle \Delta t=60.7\pm 6.9\pm 7.4\,{\text{ns}}}

  

```

Aquest temps correspon a una diferència relativa de la velocitat dels neutrins respecte de la velocitat de la llum de:
```

  

    

      

        

          

            

              
v

              
−

              
c

            

            
c

          

        

        
=

        
(

        
2.48

        
±

        
0.28

        
±

        
0.30

        
)

        
×

        

          
10

          

            
−

            
5

          

        

      

    

    
{\displaystyle {\frac {v-c}{c}}=(2.48\pm 0.28\pm 0.30)\times 10^{-5}}

  

```